# Singapore la Jocurile Olimpice de vară din 2016
Singapore a participat la Jocurile Olimpice de vară din 2016 de la Rio de Janeiro în perioada 5 – 21 august 2016, cu o delegație de 25 sportivi, care a concurat în șapte sporturi. Cu o medalie de aur, prima din istoria sa, Singapore s-a aflat pe locul 54 în clasamentul final.

## Participanți
Delegația din Singapore a cuprins 25 de sportivi: 11 bărbați și 14 femei. Cel mai tânăr atlet din delegația a fost înotătorul Zheng Wen Quah (20 de ani), cel mai vechi a fost jucătorul de tenis de masă Ning Gao (34 de ani).
| Sport         | Masculin | Feminin | Total |
| ------------- | -------- | ------- | ----- |
| Atletism      | 1        | 1       | 2     |
| Badminton     | 1        | 1       | 2     |
| Canotaj       | 0        | 1       | 1     |
| Natație       | 2        | 1       | 3     |
| Navigație     | 3        | 7       | 10    |
| Tenis de masă | 2        | 3       | 5     |
| Tir           | 2        | 0       | 2     |
| Total         | 11       | 14      | 25    |

## Medaliați
| Medalie | Nume             | Sport   | Probă                  | Dată      |
| ------- | ---------------- | ------- | ---------------------- | --------- |
| Aur     | Joseph Schooling | Natație | 100 m fluture masculin | 12 august |

## Natație
| Sportiv          | Probă                     | Calificări | Calificări | Semifinale   | Semifinale   | Finală       | Finală       |
| Sportiv          | Probă                     | Timp       | Loc        | Timp         | Loc          | Timp         | Loc          |
| ---------------- | ------------------------- | ---------- | ---------- | ------------ | ------------ | ------------ | ------------ |
| Quah Zheng Wen   | 100 m bras masculin       | 54.38      | 22         | Nu a avansat | Nu a avansat | Nu a avansat | Nu a avansat |
| Quah Zheng Wen   | 100 m fluture masculin    | 52.08      | 16 C       | 52,26        | 15           | Nu a avansat | Nu a avansat |
| Quah Zheng Wen   | 200 m fluture masculin    | 1:56.01    | 10 C       | 1:56,11      | 10           | Nu a avansat | Nu a avansat |
| Joseph Schooling | 100 m stil liber masculin | 48,27      | 6 C        | 48,70        | 16           | Nu a avansat | Nu a avansat |
| Joseph Schooling | 100 m fluture masculin    | 51,41      | 1 C        | 50,83 RA     | 1 C          | 50,39 RO     | 1            |
| Quah Ting Wen    | 100 m fluture feminin     | 1:00,88    | 34         | Nu a avansat | Nu a avansat | Nu a avansat | Nu a avansat |